# Archidamus II van Sparta
Archidamus II (Grieks: Αρχίδαμος Β΄) was koning van Sparta van 476 tot 427 v.Chr., uit het huis van de Eurypontiden.
Bij de aanvang van zijn regering moest hij herhaaldelijk optreden tegen de Messeniërs, die rebelleerden tegen de harde Spartaanse overheersing. Hij trad opnieuw voor het voetlicht van de geschiedenis bij het begin van de Peloponnesische Oorlog. Archidamus probeerde een oorlog tegen het machtige Athene af te raden, maar zijn vermaningen vonden in Sparta weinig gehoor. Ondanks zijn voorbehoud leidde hij toch loyaal de Spartaanse legermacht bij de inval in Attica in het jaar 431 v.Chr. Ook Plataeae werd door hem aangevallen in 429. Naar hem werd de eerste fase van de Peloponnesische Oorlog ook "Archidamische oorlog" genoemd.
Bij zijn dood liet hij twee zonen na, Agis en Agesilaüs, die allebei een belangrijke rol zouden spelen.